# Sajonia Libre
Freie Sachsen ("Sajonia Libre") es un movimiento monárquico, regionalista y secesionista de derecha dentro del estado alemán de Sajonia. Pretende restaurar el antiguo Reino de Sajonia a través de un gobierno autonomista o un "Saexit si es necesario".

## Historia

### Fundación
La reunión inaugural de "Sajonia Libre" en la casa de huéspedes de Bermsgrün fue una ocasión para cuestionar el uso del edificio municipal. El pequeño partido "Freie Sachsen" desempeñó un papel decisivo en la movilización de las protestas contra las medidas pandémicas en Sajonia. La organización pretende extender su influencia desde las calles a los ayuntamientos y posiblemente también al parlamento estatal.
El 26 de febrero de 2021 Martin Kohlmann se convirtió en presidente de la recién fundada "Freie Sachsen" (que no debe confundirse con el partido Freie Sachsen - Alianza de Electores Independientes, fundado en 2007) en la Haus des Gastes en Bermsgrün, que se describe a sí misma como un partido según la ley de partidos. Sin embargo, Sajonia Libre se  considera como un paraguas para un movimiento de recaudación de fondos "en vista de las medidas coercitivas estatales contra el coronavirus". En pocos meses, la organización logró alcanzar un papel preponderante en las conversaciónes políticas en Telegram, contando con 150.000 suscriptores en febrero de 2022, y controló las acciones  de los manifestantes contra la pandemia de COVID-19 en Sajonia. Programáticamente, exigen una cooperación más estrecha con el Grupo de Visegrado, con el que tienen más puntos de vista em común en materia de seguridad o política familiar que con los estados federados de Alemania Occidental. Los sajones libres rechazan la democracia y exigen "que la familia real sajona participe en la configuración del futuro".
En junio de 2021 la Oficina Estatal de Protección de la Constitución de Sajonia clasificó a la alianza como extremista de derecha Desde enero de 2022, la Oficina Federal para la Protección de la Constitución ha clasificado a los sajones libres como caso sospechoso, empezando su vigilancia en todo el país.

### Manifestaciones de 2022 y 2023
Después de la invasión rusa de Ucrania, en una serie de protestas y manifestaciones antiintervencionistas, los miembros del partido usaron caretas de Putin y ondearon banderas rusas durante los "paseos" del grupo. La explicación de los sajones libres: «¡De repente, los no vacunados ya no son el enemigo número uno!» Ahora «los rusos son el enemigo número uno». Los miembros del partido también participaron en los lunes en manifestaciones semanales  para protestar contra el aumento de los precios del gas, la energía, los alimentos y la inmigración. También participaron en protestas antiintervencionistas junto a miembros de la asociación estatal de la AfD en Sajonia y La Izquierda, en las que mostraron nostalgia por una Alemania del Este independiente.
El partido se presentó a las elecciones estatales sajonas de 2024. Obtuvieron el 2,3% de los votos.

## Estructura del partido

### Membresía y organización
Con una membresía de 1.200 personas el partido acepta membresías interpartidistas únicamente si existe un compromiso básico con los principios del partido. Algunos de sus miembros forman parte de otros partidos políticos alemanes, incluidos (entre otros) Los Republicanos, Alternativa para Alemania, Pro-Chemnitz, Votantes Libres y La Patria (NPD). Los sajones libres se consideran una organización paraguas.

### Altos cargos
- Presidentes: Martin Kohlmann, fundador de los Sajones Libres, es abogado y exmiembro de Los Republicanos, la Unión Social Alemana y fundador de pro-Chemnitz.[16]
- Vicepresidentes: Stefan Hartung, (NPD),[17] concejal de la ciudad de Aue-Bad Schlema y concejal del distrito de Erzgebirge, y el operador de autobuses en Plauen, Thomas Kaden;
- Tesorero: Robert Andrews (pro-Chemnitz), concejal de la ciudad de Chemnitz.